# Marty Greenbaum
Marty Greenbaum (* 3. März 1934 in New York City; † 24. Januar 2020) war ein amerikanischer Maler und Bildhauer.

## Leben
Marty Greenbaum stammte aus Coney Island am südlichsten Zipfel von Brooklyn. 1956 schloss er sein Studium an der University of Arizona mit dem Bachelor ab. Der Master folgte 1991 am Brooklyn College. Er fotografierte, machte Filme und Performances. Zwischen 1962 und 1965 nahm er an Happenings von Allan Kaprow und Yvonne Rainer teil. Greenbaum hatte mehrere Lehraufträge an verschiedenen Hochschulen und war Mitglied des Creative Artists Public Service Programms, des Weiteren beteiligte er sich an verschiedenen Ausstellungen mit Buchobjekten.

## Einzelausstellungen (Auswahl)
- 2007 Two Artists, Windsor Whip Works, Windsor NY
- 2001 Pacifico Fine Art, NYC
- 1972, 1979, 1985 Allan Stone Gallery, NYC
- 1977 Picker Art Gallery, Colgate University, Hamilton NY
- 1963 und 1964 Stryke Gallery, NYC

## Gruppenausstellungen (Auswahl)
- 1972 bis 2000 Allan Stone Galerie
- 1977 documenta 6, Kassel, Germany
- Centre Georges Pompidou, Paris
- 1969 Whitney Museum of American Art

## Auszeichnungen (Auswahl)
- 1968 Lannan Foundation
- 1974 National Endowment for the Arts